# Perkebunan Tanjung Beringin
Perkebunan Tanjung Beringin is een bestuurslaag in het regentschap Langkat van de provincie Noord-Sumatra, Indonesië. Perkebunan Tanjung Beringin telt 1412 inwoners (volkstelling 2010).